# Warunek Lipschitza

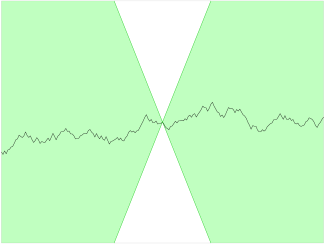
Dla funkcji spełniającej warunek Lipschitza istnieje podwójny stożek (biały), którego wierzchołek można przesuwać wzdłuż wykresu funkcji, a wnętrze pozostaje rozłączne z tym wykresem.

Warunek Lipschitza – własność ograniczenia ilorazów różnicowych funkcji; intuicyjnie można powiedzieć, że ograniczona jest szybkość zmian jej wartości. Funkcje spełniające ten warunek nazywa się lipschitzowskimi. Okazuje się, że jest to pewne wzmocnienie ciągłości jednostajnej funkcji.
Nazwa pochodzi od nazwiska matematyka niemieckiego Rudolfa Lipschitza.

## Definicja
Funkcja {\displaystyle f\colon \mathbb {R} \to \mathbb {R} } spełnia warunek Lipschitza ze stałą {\displaystyle L,} gdy dla dowolnych {\displaystyle x_{1},x_{2}\in \mathbb {R} } zachodzi nierówność
{\displaystyle |f(x_{1})-f(x_{2})|\leqslant L|x_{1}-x_{2}|.}
Definicja ta naturalnie rozszerza się na funkcje określone pomiędzy przestrzeniami metrycznymi.
Niech {\displaystyle (X,d),(Y,\sigma )} będą przestrzeniami metrycznymi. Funkcja {\displaystyle f\colon X\to Y} spełnia warunek Lipschitza ze stałą {\displaystyle L,} gdy dla dowolnych {\displaystyle x_{1},x_{2}\in X} zachodzi nierówność
{\displaystyle \sigma (f(x_{1}),f(x_{2}))\leqslant L\cdot d(x_{1},x_{2}).}
Najmniejszą liczba {\displaystyle L} dla której powyższa nierówność zachodzi dla wszelkich {\displaystyle x_{2}\in X} (o ile istnieje) nazywana jest stałą Lipschitza funkcji {\displaystyle f.} Funkcje spełniające warunek Lipschitza ze stałą {\displaystyle L<1} nazywane są kontrakcjami.

## Przykłady
- Funkcja {\displaystyle f\colon \mathbb {R} \to \mathbb {R} } dana wzorem

{\displaystyle f(x)={\sqrt {x^{2}+5}}}
spełnia warunek Lipschitza ze stałą {\displaystyle L=1.} Rzeczywiście, dla {\displaystyle x,y\in \mathbb {R} ,x\neq y,} zachodzi
{\displaystyle |f(x)-f(y)|=|{\sqrt {x^{2}+5}}-{\sqrt {y^{2}+5}}|={\Big |}{\tfrac {x^{2}+5-y^{2}-5}{{\sqrt {x^{2}+5}}+{\sqrt {y^{2}+5}}}}{\Big |}\leqslant {\Big |}{\tfrac {(|x|+|y|)(|x|-|y|)}{{\sqrt {x^{2}}}+{\sqrt {y^{2}}}}}{\Big |}\leqslant |x-y|.}
- Funkcja {\displaystyle f\colon \mathbb {R} \to \mathbb {R} } dana wzorem {\displaystyle f(x)=|x|} jest funkcją nieróżniczkowalną spełniającą warunek Lipschitza ze stałą {\displaystyle L=1.}
- Funkcja {\displaystyle f\colon \mathbb {R} \to \mathbb {R} } dana wzorem {\displaystyle f(x)=x^{2}} nie spełnia warunku Lipschitza, bo nie jest jednostajnie ciągła.
- Niech {\displaystyle a<b.} Funkcja {\displaystyle f\colon [a,b]\to \mathbb {R} } dana wzorem {\displaystyle f(x)=x^{2}} spełnia warunek Lipschitza ze stałą {\displaystyle L=2|b|,} gdy {\displaystyle |b|\leqslant |a|} oraz ze stałą {\displaystyle L=2|a|,} gdy {\displaystyle |a|\leqslant |b|.}

## Podstawowe własności
- Każda funkcja lipschitzowska jest jednostajnie ciągła.

Dowód. Niech {\displaystyle f\colon \mathbb {R} \to \mathbb {R} } będzie funkcją spełniającą warunek Lipschitza ze stałą {\displaystyle L.} Niech {\displaystyle x_{1},x_{2}\in \mathbb {R} } oraz niech dany będzie {\displaystyle \varepsilon >0.} Gdy {\displaystyle \delta =\varepsilon /L,} to {\displaystyle |f(x_{1})-f(x_{2})|\leqslant L|x_{1}-x_{2}|\leqslant L\varepsilon /L=\varepsilon } o ile tylko {\displaystyle |x_{1}-x_{2}|\leqslant \delta .} Rozumowanie to przenosi się mutatis mutandis na funkcje lipschitzowskie działające pomiędzy dowolnymi przestrzeniami metrycznymi.
- Twierdzenie Rademachera: funkcje lipschitzowskie są prawie wszędzie różniczkowalne.

- Niech {\displaystyle f\colon (a,b)\to \mathbb {R} } będzie funkcją różniczkowalną. Wówczas {\displaystyle f} spełnia warunek Lipschitza ze stałą Lipschitza {\displaystyle L} wtedy i tylko wtedy, gdy jej pochodna jest ograniczona przez {\displaystyle L.}

Dowód. Załóżmy, że {\displaystyle f} spełnia warunek Lipschitza ze stałą {\displaystyle L.} Niech {\displaystyle x_{0}\in (a,b).} Wówczas dla {\displaystyle x\in (a,b),x\neq x_{0}{:}}
{\displaystyle \left|{\frac {f(x)-f(x_{0})}{x-x_{0}}}\right|={\frac {|f(x)-f(x_{0})|}{|x-x_{0}|}}\leqslant L.}
Stąd {\displaystyle |f'(x_{0})|\leqslant L.} By udowodnić przeciwną implikację, załóżmy, że {\displaystyle |f'(x)|\leqslant L} dla wszelkich {\displaystyle x\in (a,b).} Niech {\displaystyle x_{1},x_{2}\in (a,b).} Bez straty ogólności, można przyjąć, że {\displaystyle x_{1}<x_{2}.} Z twierdzenia Lagrange’a o wartości średniej wynika, że istnieje takie {\displaystyle c\in (x_{1},x_{2}),} że
{\displaystyle f(x_{2})-f(x_{1})=f'(c)(x_{2}-x_{1}).}
Ponieważ {\displaystyle |f'(c)|\leqslant L,}
{\displaystyle |f(x_{2})-f(x_{1})|=|f'(c)|\,|x_{2}-x_{1}|\leqslant L|x_{2}-x_{1}|,}
co pokazuje, że {\displaystyle f} spełnia warunek Lipschitza ze stałą {\displaystyle L.}
- Niech {\displaystyle (\Omega ,\mu )} będzie przestrzenią z miarą oraz niech {\displaystyle (f_{n})_{n\in \mathbb {N} }} będzie ciągiem funkcji rzeczywistych na {\displaystyle \Omega .} Jeżeli ciąg ten jest zbieżny według miary do pewnej funkcji {\displaystyle f} oraz funkcja {\displaystyle g\colon \mathbb {R} \to \mathbb {R} } spełnia warunek Lipschitza, to ciąg {\displaystyle (g\circ f_{n})_{n\in \mathbb {N} }} jest zbieżny według miary do {\displaystyle g\circ f.}

## Twierdzenia dotyczące warunku Lipschitza
- twierdzenie Kirszbrauna
- twierdzenie Picarda